# Campeonato Europeu de Halterofilismo de 1975
O 54º Campeonato Europeu de Halterofilismo foi organizado pela Federação Europeia de Halterofilismo em Moscou, na União Soviética entre 15 a 23 de setembro de 1975. Foram disputadas 9 categorias com a presença de 123 halterofilistas de 22 nacionalidades. Essa edição foi realizada em conjunto com o Campeonato Mundial de Halterofilismo de 1975.

## Medalhistas
| Evento                       | Ouro                                 | Ouro              | Prata                                | Prata             | Bronze                               | Bronze            |
| Mosca (até 52 kg)            | Mosca (até 52 kg)                    | Mosca (até 52 kg) | Mosca (até 52 kg)                    | Mosca (até 52 kg) | Mosca (até 52 kg)                    | Mosca (até 52 kg) |
| ---------------------------- | ------------------------------------ | ----------------- | ------------------------------------ | ----------------- | ------------------------------------ | ----------------- |
| Arranque                     | Zygmunt Smalcerz · Polónia           | 105,0 kg          | Lajos Szűcs · Hungria                | 100,0 kg          | Aleksandr Voronin · União Soviética  | 100,0 kg          |
| Arremesso                    | Zygmunt Smalcerz · Polónia           | 132,5 kg          | Aleksandr Voronin · União Soviética  | 132,5 kg          | Lajos Szűcs · Hungria                | 130,0 kg          |
| Total                        | Zygmunt Smalcerz · Polónia           | 237,5 kg          | Aleksandr Voronin · União Soviética  | 232,5 kg          | Lajos Szűcs · Hungria                | 230,0 kg          |
| Galo (até 56 kg)             |                                      |                   |                                      |                   |                                      |                   |
| Arranque                     | Waldemar Korcz · Polónia             | 112,5 kg          | Włodzimierz Jakub · Polónia          | 112,5 kg          | Karel Prohl · Tchecoslováquia        | 110,0 kg          |
| Arremesso                    | Atanas Kirov · Bulgária              | 145,0 kg          | Karel Prohl · Tchecoslováquia        | 140,0 kg          | Waldemar Korcz · Polónia             | 140,0 kg          |
| Total                        | Atanas Kirov · Bulgária              | 255,0 kg          | Waldemar Korcz · Polónia             | 252,5 kg          | Karel Prohl · Tchecoslováquia        | 250,0 kg          |
| Pena (até 60 kg)             |                                      |                   |                                      |                   |                                      |                   |
| Arranque                     | Nikolay Kolesnikov · União Soviética | 125,0 kg          | Georgi Todorov · Bulgária            | 125,0 kg          | Janos Benedek · Hungria              | 122,5 kg          |
| Arremesso                    | Georgi Todorov · Bulgária            | 160,0 kg          | Antoni Pawlak · Polónia              | 155,0 kg          | Nikolay Kolesnikov · União Soviética | 152,0 kg          |
| Total                        | Georgi Todorov · Bulgária            | 285,0 kg          | Nikolay Kolesnikov · União Soviética | 277,5 kg          | Antoni Pawlak · Polónia              | 275,0 kg          |
| Leve (até 67,5 kg)           |                                      |                   |                                      |                   |                                      |                   |
| Arranque                     | Zbigniew Kaczmarek · Polónia         | 137,5 kg          | Petro Korol · União Soviética        | 135,0 kg          | Mladen Kuchev · Bulgária             | 132,5 kg          |
| Arremesso                    | Petro Korol · União Soviética        | 177,5 kg          | Zbigniew Kaczmarek · Polónia         | 175,0 kg          | Mukharby Kirzhinov · União Soviética | 172,5 kg          |
| Total                        | Petro Korol · União Soviética        | 312,5 kg          | Zbigniew Kaczmarek · Polónia         | 312,5 kg          | Mladen Kuchev · Bulgária             | 302,5 kg          |
| Médio (até 75 kg)            |                                      |                   |                                      |                   |                                      |                   |
| Arranque                     | Yordan Mitkov · Bulgária             | 150,0 kg          | Nedelcho Kolev · Bulgária            | 145,0 kg          | Peter Wenzel · Alemanha Oriental     | 145,0 kg          |
| Arremesso                    | Peter Wenzel · Alemanha Oriental     | 190,0 kg          | Yordan Mitkov · Bulgária             | 182,5 kg          | Nedelcho Kolev · Bulgária            | 180,0 kg          |
| Total                        | Peter Wenzel · Alemanha Oriental     | 335,0 kg          | Yordan Mitkov · Bulgária             | 332,5 kg          | Nedelcho Kolev · Bulgária            | 325,0 kg          |
| Pesado-ligeiro (até 82,5 kg) |                                      |                   |                                      |                   |                                      |                   |
| Arranque                     | Valery Shary · União Soviética       | 162,5 kg          | Trendafil Stoychev · Bulgária        | 162,5 kg          | Péter Baczakó · Hungria              | 157,5 kg          |
| Arremesso                    | Rolf Milser · Alemanha Ocidental     | 200,0 kg          | Valery Shary · União Soviética       | 195,0 kg          | Trendafil Stoychev · Bulgária        | 195,0 kg          |
| Total                        | Valery Shary · União Soviética       | 357,5 kg          | Trendafil Stoychev · Bulgária        | 357,5 kg          | Juhani Avellan · Finlândia           | 350,0 kg          |
| Meio-pesado (até 90 kg)      |                                      |                   |                                      |                   |                                      |                   |
| Arranque                     | David Rigert · União Soviética       | 167,5 kg          | Michel Broillet · Suíça              | 167,5 kg          | Sergey Poltoratsky · União Soviética | 165,0 kg          |
| Arremesso                    | David Rigert · União Soviética       | 210,0 kg          | Sergey Poltoratsky · União Soviética | 207,5 kg          | Peter Petzold · Alemanha Oriental    | 202,5 kg          |
| Total                        | David Rigert · União Soviética       | 377,5 kg          | Sergey Poltoratsky · União Soviética | 372,5 kg          | Peter Petzold · Alemanha Oriental    | 362,5 kg          |
| Pesado (até 110 kg)          |                                      |                   |                                      |                   |                                      |                   |
| Arranque                     | Valentin Hristov · Bulgária          | 180,0 kg          | Vasily Mazheikov · União Soviética   | 170,0 kg          | Jürgen Ciezki · Alemanha Oriental    | 170,0 kg          |
| Arremesso                    | Valentin Hristov · Bulgária          | 237,5 kg          | Vasily Mazheikov · União Soviética   | 220,0 kg          | Jürgen Ciezki · Alemanha Oriental    | 220,0 kg          |
| Total                        | Valentin Hristov · Bulgária          | 417,5 kg          | Vasily Mazheikov · União Soviética   | 390,0 kg          | Jürgen Ciezki · Alemanha Oriental    | 390,0 kg          |
| Super pesado (+ 110 kg)      |                                      |                   |                                      |                   |                                      |                   |
| Arranque                     | Hristo Plachkov · Bulgária           | 195,0 kg          | Vasily Alekseyev · União Soviética   | 187,5 kg          | Jürgen Heuser · Alemanha Oriental    | 180,0 kg          |
| Arremesso                    | Gerd Bonk · Alemanha Oriental        | 242,5 kg          | Vasily Alekseyev · União Soviética   | 240,0 kg          | Jürgen Heuser · Alemanha Oriental    | 232,5 kg          |
| Total                        | Vasily Alekseyev · União Soviética   | 427,5 kg          | Gerd Bonk · Alemanha Oriental        | 422,5 kg          | Hristo Plachkov · Bulgária           | 420,0 kg          |

## Quadro de medalhas
Quadro de medalhas no total combinado
| Ordem | País              | Medalha de ouro | Medalha de prata | Medalha de bronze | Total |
| ----- | ----------------- | --------------- | ---------------- | ----------------- | ----- |
| 1     | União Soviética   | 4               | 4                | 0                 | 8     |
| 2     | Bulgária          | 3               | 2                | 3                 | 8     |
| 3     | Polónia           | 1               | 2                | 1                 | 4     |
| 4     | Alemanha Oriental | 1               | 1                | 2                 | 4     |
| 5     | Tchecoslováquia   | 0               | 0                | 1                 | 1     |
| 5     | Finlândia         | 0               | 0                | 1                 | 1     |
| 5     | Hungria           | 0               | 0                | 1                 | 1     |
| Total | Total             | 9               | 9                | 9                 | 27    |